# Ratusz w Świętochłowicach
Ratusz w Świętochłowicach – budynek w Świętochłowicach-Centrum przy ulicy Katowickiej. Obecna siedziba Urzędu Miejskiego Świętochłowicach oraz Rady Miejskiej i Prezydenta Miasta Świętochłowice.

## Historia
Powstanie gmachu, będącego dziś siedzibą Urzędu Miejskiego, wiąże się z rokiem 1922, kiedy to ze wsi dawnego powiatu bytomskiego, które po podziale Górnego Śląska znalazły się po stronie polskiej, utworzono powiat świętochłowicki z siedzibą starosty w Świętochłowicach. Postanowiono zatem wznieść budynek starostwa powiatowego, według projektu Powiatowego Urzędu Budowlanego z roku 1923 (lub przez miejscowego przedsiębiorcę budowlanego Arthura Allnocha), co udało się na przełomie lat 1925/1926. Administracyjnie był to jednak teren gminy Hajduki Wielkie. Powiat świętochłowicki uległ likwidacji 1 kwietnia 1939, a na jego miejsce powstało miasto Świętochłowice i dopiero wówczas teren z ratuszem znalazł się w Świętochłowicach.
W okresie międzywojennym gmach ten był też miejscem zamieszkania starosty Tadeusza Szalińskiego. Rodzina jego rezydowała w lewym skrzydle na pierwszym piętrze.

## Architektura

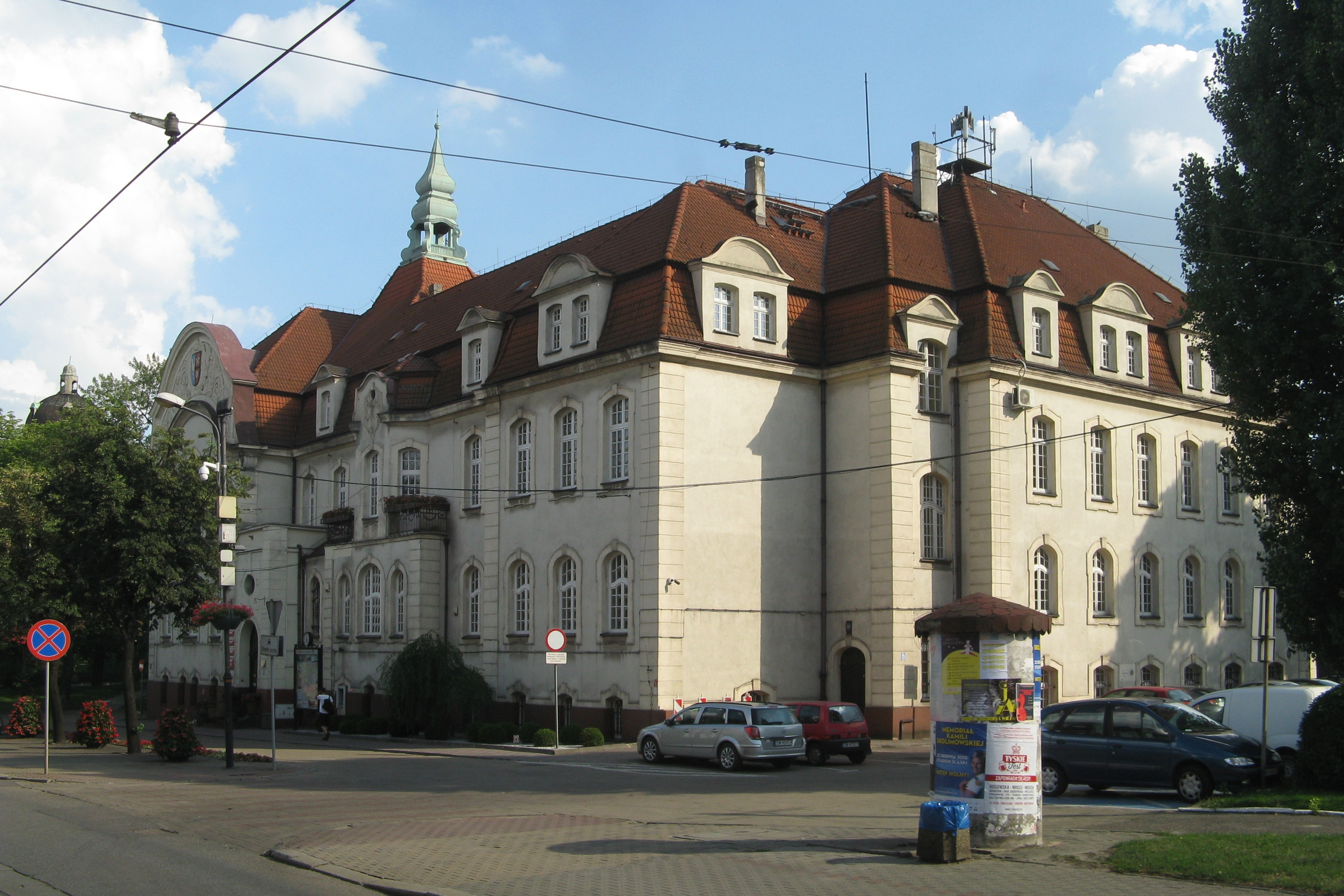
Ratusz w Świętochłowicach (2018)

Budynek nosi cechy eklektyczne: ma elementy neobaroku, jak też miejskiego budownictwa rezydencjalnego. Został wzniesiony na planie regularnym litery "U", z dwoma skrzydłami tworzącymi niewielki wewnętrzny otwarty dziedziniec. Budynek jest trzykondygnacyjny i  ma wielospadowy dach mansardowy z bogatą sygnaturą. Elewacje posiadają ozdobne pasy.
Wewnątrz budynku zwraca uwagę obszerna reprezentacyjna klatka schodowa, a w niej, podobnie jak i w sali posiedzeń, uwagę przyciągają zaprojektowane z dużym rozmachem witraże. Są one sygnowane przez Stanisława Ligonia, a wykonane przez firmę Żeleńskich. Witraże prezentują sceny z życia na Śląsku, symbolikę patriotyczną oraz motywy roślinne.  Obecny urząd wkomponowany jest w pozostałość małego parku, w którym przeważają kasztanowce.
Budynek został ujęty w Gminnej Ewidencji Zabytków Świętochłowic.